# 桜谷村 (滋賀県)
桜谷村（さくらだにむら）は滋賀県蒲生郡にあった村。現在の日野町の北部、佐久良川の流域にあたる。

## 地理
- 山岳：竜王山
- 河川：佐久良川、宮川、前川、五瀬川

## 歴史
- 1889年（明治22年）4月1日 - 町村制の施行により、原村・川原村・杉村・杣村・小野村・奥師村・鳥居平村・中之郷村・佐久良村・奥之池村・安部居村・中在寺村・北脇村・蓮花寺村・野出村の区域をもって発足。
- 1894年（明治27年）5月12日 - 分割し、大字原・川原・杉・杣・小野・奥師・鳥居平・中之郷・佐久良・奥之池に東桜谷村が、大字安部居・中在寺・北脇・蓮花寺・野出に西桜谷村がそれぞれ発足。同日桜谷村廃止。